# 기타시타우라촌
기타시타우라촌(일본어: 北下浦村)은 일본 가나가와현 미우라군에 존재했던 촌이다. 

## 지리
현재의 요코스카시에 해당한다.

## 역사
- 1889년 4월 1일 - 정촌제 시행에 의해 미우라군 기타시타우라촌이 성립하였다.
- 1943년 4월 1일 - 요코스카시에 편입해, 동일 기타시타우라촌은 폐지되었다.

## 참고 문헌
- 角川日本地名大辞典編纂委員会,『角川日本地名大辞典 神奈川県』1984, 角川書店